# Gianni Giuliano
Giovanni Giuliano, detto Gianni (Savona, 16 gennaio 1948), è un doppiatore, direttore del doppiaggio e attore italiano.

## Biografia
Conosciuto come voce principale di Bill Nighy, ha doppiato anche attori come Jeremy Irons, James Woods, Elliott Gould, Michael Douglas (in Coma profondo e Running - Il vincitore e nella serie televisiva Il Metodo Kominsky), James Rebhorn, Kevin Spacey in Iron Will - Volontà di vincere, Matt Dillon, John Savage, Charles Shaughnessy (nella sit-com La tata) e molti altri. È noto anche per aver dato la voce a Telespalla Bob della serie animata I Simpson a partire dalla quinta stagione e a Braccio di Ferro. Ha doppiato il Dottor Scarafaggio nella serie animata Mostri contro alieni, in sostituzione dello scomparso Sergio Di Stefano.
Ha doppiato l'attore Fritz Wepper nel ruolo di Harry Klein nel telefilm L'ispettore Derrick, nonché l'attore Prentis Hancock, interprete di Paul Morrow nella prima serie del telefilm di fantascienza Spazio 1999. È inoltre la voce della prima stagione televisiva della serie Capitan Harlock. È stato scelto come doppiatore di Oh il-nam nella serie TV Squid Game.
Nel 2021 viene scelto come nuova voce del dottor Younan Nowzaradan a partire dalla nona edizione del reality show Vite al limite, in sostituzione dello scomparso Giorgio Lopez.

## Vita privata
È stato sposato con l'attrice e doppiatrice Anna Leonardi.

## Prosa televisiva Rai
- Anna dei miracoli di William Gibson, regia di Davide Montemurri trasmessa il 15 dicembre 1968.
- Macbeth di Willian Shakespeare, regia di Franco Enriquez, trasmessa nel 1975.

## Filmografia parziale
- I tulipani di Haarlem, regia di Franco Brusati (1969)
- Una donna senza importanza, regia di Ottavio Spadaro (1971)
- L'assassinio dei fratelli Rosselli, regia di Silvio Maestranzi (1973)
- Rosso veneziano, regia di Marco Leto (1976)
- Il delitto Murri, regia di Mario Ferrero (1979)

## Doppiaggio

### Film
- Bill Nighy in Guida galattica per autostoppisti, Pirati dei Caraibi - La maledizione del forziere fantasma, Pirati dei Caraibi - Ai confini del mondo, Operazione Valchiria, I Love Radio Rock, G-Force - Superspie in missione, Total Recall - Atto di forza, Questione di tempo, La casa dei libri, Pokémon: Detective Pikachu, Emma., Living, Gioco di ruolo, The Beautiful Game, JOY - The Birth of IVF
- David Strathairn in The Bourne Ultimatum - Il ritorno dello sciacallo, Song of Hiawatha, The Whistleblower, Spiderwick - Le cronache, The Bourne Legacy
- Jeremy Irons in Delitti e segreti, Io ballo da sola, Dungeons & Dragons - Che il gioco abbia inizio, And Now... Ladies & Gentlemen, House of Gucci
- James Woods in Charlot, Linea diretta - Un'occasione unica, Il giardino delle vergini suicide, Sotto assedio - White House Down
- Elliott Gould in Amici e nemici, Ho solo fatto a pezzi mia moglie, Contagion, You People
- Henry Goodman in Il maledetto United, Captain America: The Winter Soldier, Avengers: Age of Ultron
- Stephen Fry in Alice in Wonderland, L'uomo che vide l'infinito, Alice attraverso lo specchio
- Charles Dance in Alien³, Non per sport... ma per amore, Sua Maestà
- Michael Douglas in Coma profondo, Running - Il vincitore
- Kevin Dunn in Vicky Cristina Barcelona, Il cacciatore di donne
- James Cosmo in Le cronache di Narnia - Il leone, la strega e l'armadio, Outlaw King - Il re fuorilegge
- Bryan Cranston in Quando si ama, Sempre amici, Asteroid City
- Gabriel Byrne in Dangerous Woman - Una donna pericolosa, Ballerina
- Joe Mantegna in Al di sopra di ogni sospetto
- David Marshall Grant in L'ultimo appello, La donna perfetta
- Ed Begley Jr. in Basta che funzioni, (S)Ex List
- Paul Guilfoyle in Riccardo III - Un uomo, un re, Arthur the King - Insieme a ogni costo
- Christopher Plummer in Beginners
- Kevin Spacey in Iron Will - Volontà di vincere
- Sam Elliott in A Star Is Born
- Ian McDiarmid in Civiltà perduta
- Bradley Whitford in The Post
- William Sadler in Iron Man 3
- Robert Lindsay in Maleficent - Signora del male
- Matt Dillon ne I ragazzi della 56ª strada
- Matt Craven in X-Men - L'inizio
- Vincent Grass ne Le cronache di Narnia - Il principe Caspian
- William H. Macy in Hollywood, Vermont.
- Héctor Elizondo in Caccia al tesoro
- John Savage ne La casa di Cristina
- Wallace Ford in Freaks
- Michael Keaton in Mister mamma
- Issei Ogata in Il sole
- Alfred Molina in Specie mortale
- Brandon Lee in Resa dei conti a Little Tokyo
- James Rebhorn in Independence Day
- David Rasche in The Sentinel - Il traditore al tuo fianco
- Bert Convy in Californian Playboy
- Romano Orzari in Assassin's Creed: Lineage
- Beau James in La signora ammazzatutti
- Serge Debruyn in La corte
- Jet Li in Mulan
- Jack Thompson in Non avere paura del buio
- Daniel Giménez Cacho ne Il presidente
- Edward Fox in Johnny English colpisce ancora
- Fumiyo Kohinata in Fullmetal Alchemist
- John Glover in Shazam!
- Randall Duk Kim in John Wick 3 - Parabellum
- Frank Oz in Cena con delitto - Knives Out
- Dana Lee in Birds of Prey e la fantasmagorica rinascita di Harley Quinn
- Danny Vinson in Diario di una schiappa - Portatemi a casa!
- Pat Skipper in Babylon
- Florian Karnowski in Glass Onion - Knives Out
- Marius Lien in Lupo vichingo
- Gene Jones in The Hateful Eight
- Michael Mendl in Maga Martina 2 - Viaggio in India
- Simon Russell Beale in Into the Woods
- Pierre Richard in Jeanne du Barry - La favorita del re
- John Lithgow in Killers of the Flower Moon
- Bruce Greenwood in The Silent Man
- Rufus in Somiglianza letale
- Wayne Duvall in Le regine del crimine
- Pat Skipper in Oppenheimer
- Rupert Everett in Napoleon
- Narratore in Winnie-the-Pooh - Sangue e miele
- Jung Won-joong in Illang - Uomini e lupi
- William Atherton in Ghostbusters - Minaccia glaciale
- Jan Peszek in Caccia all'eredità
- José Manuel Espeche in Sorelle (s)fortunate
- Andrzej Walden ne Il divorzio
- Derek Jacobi ne Il gladiatore II
- Bülent Bayabaş in Insegnami ad uccidere

### Film d'animazione
- Asterix in Le 12 fatiche di Asterix
- Joe Dalton in Lucky Luke - La ballata dei Dalton
- Jake Sonagli in Rango
- Allomere ne Il regno di Ga'Hoole - La leggenda dei guardiani
- Acer in Cars 2
- Guida Improv Club Monster in Monsters University
- Kaldorf in Tom & Jerry: Il drago perduto
- Plusquamursus in Asterix e il regno degli dei
- Paul Gachet in Loving Vincent
- Sensei Wu in LEGO Ninjago - Il film
- Alfred Pennyworth in Batman Ninja
- Deus Prometh in Promare
- Louis Pasteur in Dililì a Parigi
- Joseph Stalin in Superman: Red Son
- Sindaco di Altrove in Viaggio ad Altrove: Scooby-Doo! incontra Leone il cane fifone
- Nonno in Riverdance: l'avventura animata
- Dio Drago in Il mese degli dei
- Trasformista in Nel regno delle fate
- Ronzolino in Peter va sulla luna
- Tohlim in The Deer King - Il re dei cervi
- Collolungo in Il robot selvaggio

### Serie televisive
- Geoff Pierson in Castle, Revenge, Suburgatory, Splitting Up Together
- Charles Dance in La tamburina, The Widow, This England
- Charles Shaughnessy in La tata, A casa di Fran
- Dann Florek in Law & Order - I due volti della giustizia, Law & Order - Unità vittime speciali (st. 6-7)
- Peter MacNeill in The Good Witch, Good Witch
- Bill Nighy in State of Play, L'uomo che cadde sulla Terra
- Patrick Duffy in Una bionda per papà, Dallas
- Michael O'Neill in Council of Dads, Echoes
- Peter Mullan in Ozark, Cursed
- William Atherton in La signora in giallo, Detective Monk
- Anthony John Denison e James Read in Streghe
- John Hurt (ep. 7x15), Michael Troughton e Bernard Cribbins (ep. 13x02) in Doctor Who
- Peter MacNicol in Numb3rs
- Raz Degan in Sorellina e il principe del sogno
- Michael Douglas in Il metodo Kominsky
- Peter Davison in Law & Order: UK
- Jared Harris in The Terror
- Kevin Pollak in La fantastica signora Maisel
- Ryan O'Neal in Miss Match
- Michael McKean in Better Call Saul
- Alan Thicke in Genitori in blue jeans
- Tony Anholt in Spazio 1999
- Martin Clunes in Doc Martin
- Paul Frielinghaus in Un caso per due
- Jeremy Irons in Ritorno a Brideshead
- Fritz Wepper in L'ispettore Derrick
- Harvey Fierstein in La signora in giallo
- Sam Lloyd in Desperate Housewives
- Narratore esterno in L'Impero romano
- Simon Pegg in Dark Crystal - La resistenza
- Dominic Chianese in Il commissario Montalbano
- Michael Biehn in Criminal Minds
- Mitch Pileggi in X-Files (st. 11)
- Jeremy Roberts in La signora in giallo (ep.6x9)[1]
- Richard Kind in Gotham
- Werner Herzog in The Mandalorian
- Rocky McMurray e John Glover in Fear the Walking Dead
- Oh Yeong-su in Squid Game
- Atilla Saral in Cherry Season - La stagione del cuore
- Pablo Napoli in Niní
- Ian McDiarmid in Obi-Wan Kenobi
- David Marshall Grant in Morte e altri dettagli
- Dottor Younan Nowzaradan in Vite al limite (st. 9+)
- Edward Fox in The Gentlemen
- Ryudo Uzaki in Like a Dragon: Yakuza
- Carlos March in L'eternauta
- Gabriel Byrne in Marco Polo

### Serie animate
- Palpatine/Darth Sidious in Star Wars: The Clone Wars (st. 7) e Star Wars: The Bad Batch
- Sensei/Maestro Wu in LEGO Ninjago e LEGO Ninjago: La rivolta dei draghi
- Telespalla Bob ne I Simpson (st. 5+)
- Braccio di Ferro in Collericamente vostro "Braccio di Ferro"
- Dottor Scarafaggio in Mostri contro alieni
- Black Phantom in Lego Hero Factory
- Nonno in Zou
- Felice Non Si Addice in Prosciutto e uova verdi
- Nonno Bricco in La serie di Cuphead!
- Jolly in Vampiri, pirati, alieni: Pirati
- Doge di Venezia in Sopra i tetti di Venezia
- Capitan Harlock in Capitan Harlock
- Prof. Yumi in Mazinkaiser
- Ranocchio in Regal Academy
- Jun Sato in Star Wars Rebels
- Il terzo Tsuchikage Oonoki in Naruto: Shippuden (2ª voce)
- Orologiaio in World of Winx
- Teredor in Winx Club
- Nerigno in La collina dei conigli
- Mr. Bojenkins in Mr. Pickles
- Ito in Disincanto[2]
- Don in Aqua Teen Hunger Force
- Donald Trump ne I Griffin
- Felice non si addice in Prosciutto e uova verdi
- Professor Pericles in Scooby-Doo! Mystery Incorporated (st. 2)
- Nicholas Sato in Revisions
- Shinji Yokohama in Hit-Monkey
- Ranbo in Garouden: The Way of the Lone Wolf
- Carmine / Calore in Super ladri
- Nonno di Lucio in Thermae Romae Novae
- Professor Meyzel in Spriggan
- Abraham in Yasuke
- Torman Hoskel in Arcane
- Darius XIV in Pluto
- Yoo Myunghan in Solo Leveling
- Maestro in C'erano una volta... gli oggetti

### Cortometraggi
- Burny Mattinson in Once Upon a Studio

### Documentari e Docu-serie
- Hayao Miyazaki in Miyazaki - 10 anni di magia

### Videogiochi
- Babbo Natale in Le cronache di Narnia: Il leone, la strega e l'armadio (2005)[3]
- Telespalla Bob in I Simpson - Il videogioco (2007)
- Saber in G-Force - Superspie in missione (2009)[4]
- Davy Jones in Disney Infinity (2013)[5] e Disney Infinity 3.0 (2015)[6]
- Otis in PAW Patrol World (2023)[7]

### Pubblicità
- Spot Tv Duck Fresh Disks, Duck Fresh Stickers.